# 尾久橋

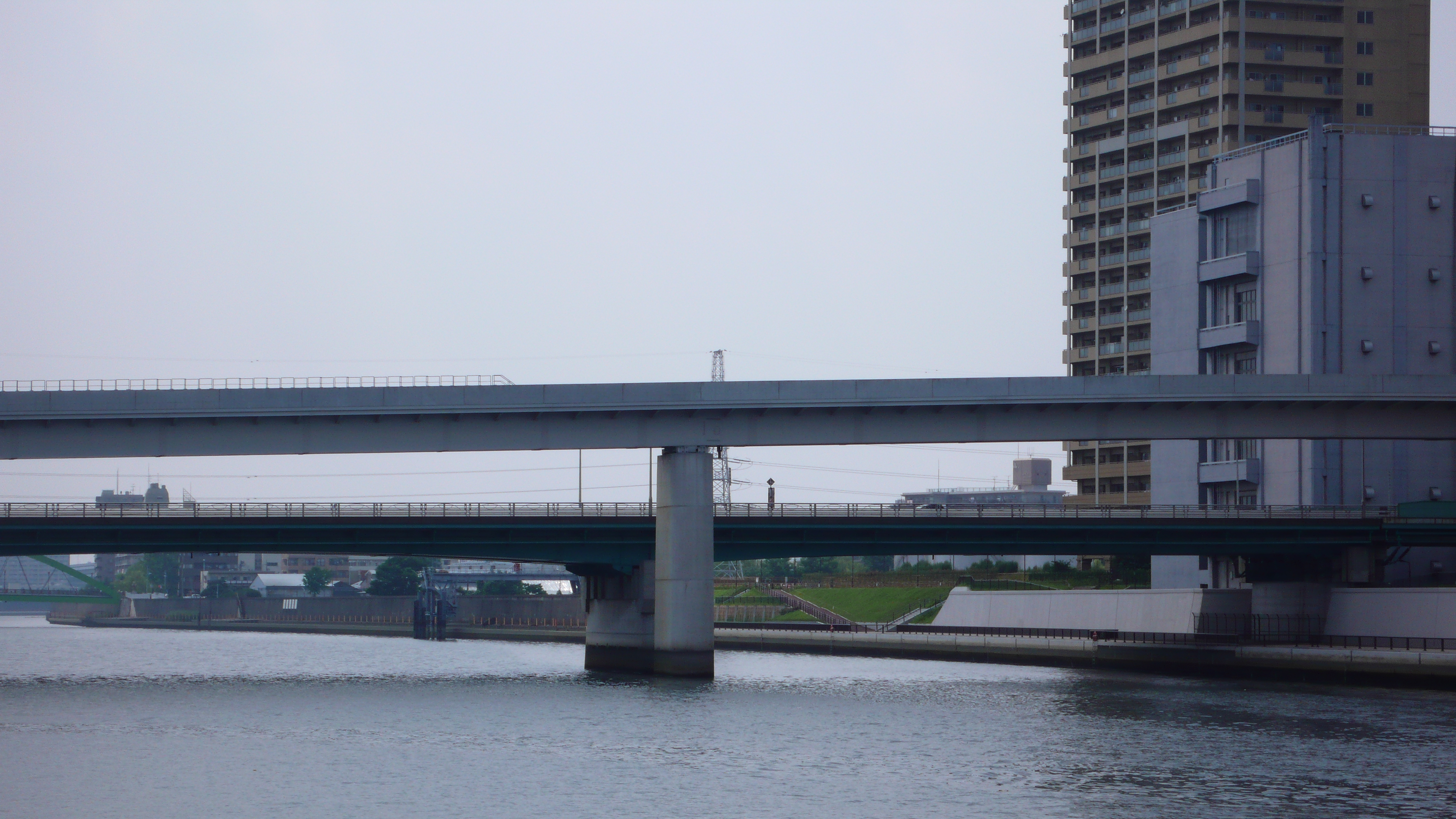
東京都荒川区から。手前は東京都交通局日暮里・舎人ライナーの橋梁（2008年5月）

尾久橋（おぐばし）は、隅田川にかかる橋、都市計画道路放射11号尾久橋通り（東京都道58号台東川口線）を通す。北岸は足立区小台1丁目、南岸は荒川区東尾久8丁目。橋名は荒川区の地名にちなむ。
隅田川に架かる橋であるが、北岸部で荒川に架かる扇大橋と連続するような形になっている。

## 歴史
この地域にはもともと、右岸の上尾久熊野前から左岸の江北村にかけての「熊野の渡し」があった。尾久橋の名前は、この渡しに由来している。
架橋にあたっては、予定地の地盤が軟弱だったため、3径間連続鋼床版箱桁橋が採用された。1968年に幅員12.0メートルの橋として上流側が完成し、その後1979年に下流側に拡張工事が行われた。

## 現在の橋の概要
- 種別 - 鋼道路橋
- 形式 - 3径間連続鋼床鈑箱桁橋
- 橋長 - 431.0m
- 幅員 - 24.0m
- 竣工 - 昭和43年（1968年）5月
- 事業主体 - 東京都

## 路線バス
- 都営バス
  - 里48 日暮里駅 - 西日暮里駅 - 熊野前 - 足立小台駅 - 江北六丁目団地 - 足立流通センター - 中入谷 - 見沼代親水公園駅

## 隣の橋
- 隅田川

（上流） - （首都高速中央環状線） - 小台橋 - 尾久橋 - （東京都交通局日暮里・舎人ライナー） - 尾竹橋 - （下流）

## 関連文献
- 小泉定弘『小泉定弘写真集工事中 : 尾久橋通り 日暮里・舎人線を歩く 2001年3月13日』リトル・ギャラリー、2001年、ISBN  4-906188-51-6。- 尾久橋の基礎工事が行われている様子を収めた写真が掲載されている。

座標: 北緯35度45分13秒 東経139度46分12秒 / 北緯35.75361度 東経139.77000度